# Алвеш, Дивалду
Дивалду да Силва Тейшейра Алвеш (порт. Divaldo da Silva Teixeira Alves; род. 12 августа 1968, Луанда, колонии Португалии) — португальский и ангольский футбольный и тренер.

## Биография
Родился в Анголе, однако свою тренерскую карьеру начал в Португалии. Несколько лет работал с местными любительскими клубами. В 2008 году специалист переехал в Индонезию, где в начале работал ассистентом главного тренера в «ПСМС Медан», а затем работал самостоятельно. Два года работал с клубами Малайзии.
В 2015 году специалист был назначен на пост главного тренера литовской команды «Круоя». Однако в середине сезона он покинул свой пост из-за неудовлетворительных результатов. Под его руководством «Круоя» в 18 матчах одержала только три победы и шесть раз сыграла вничью.
Последним местом работы Дивалду в Африке был кенийский клуб «Софапака», после чего специалист переехал в Индонезию.